# Niclas Sennerteg
Niclas Sennerteg, född 5 oktober 1967 i Växjö, Kronobergs län, är en svensk journalist och författare.  

## Biografi
Sennerteg, som är uppvuxen i Böksholm, Braås och Nättraby, har studerat historia, ekonomisk historia, etnologi och litteraturvetenskap vid Göteborgs universitet samt vid högskolorna i Visby och Karlskrona.  
Han har varit journalist på bland annat Vetlanda-Posten och Sveriges Radio Sjuhärad. Sedan 2006 arbetar han på Borås Tidning, där han är kulturskribent och litteraturkritiker. Vidare har han skrivit för populärvetenskapliga tidningar som Populär Historia, Allt om Historia och Militär Historia. 

### Författarskap
Sennerteg är författare till flera böcker om 1900-talets våldsamma historia, varav flera har rosats av kritiker. Hans debutbok, Stalins hämnd, utkom 2001 och handlar om folkfördrivningen och de krigsförbrytelser som begicks av sovjetiska trupper i östra Tyskland under andra världskrigets sista månader. Den recenserades av Lennart Berntson med bland annat omdömet "... Stalins hämnd är en betydande intellektuell prestation som förtjänar en så stor läsekrets som möjligt".
Temat för Warszawas bödel (2003) är Väst- och Östtysklands plågsamma uppgörelse med Tredje rikets krigsförbrytare, speglat genom en persons biografi – SS-generalen Heinz Reinefarth. I Tyskland talar (2005) utgår Sennerteg från dittills okända dokument från tyska arkiv för att lyfta fram en dittills föga känd aspekt av Sverige under andra världskriget, närmare bestämt den tyska propaganda som 1939–1945 riktades till den svenska allmänheten via Radio Königsberg. Nionde arméns undergång (2007) skildrar den militära slutstriden om Berlin speglad genom vittnesmål av civila och soldater från båda sidor. 
År 2008 gav Sennerteg ut boken Svenska koncentrationsläger i Tredje rikets skugga tillsammans med historikern Tobias Berglund. Den boken handlar om Socialstyrelsens hemliga interneringsläger, där bland annat ett stort antal politiska flyktingar undan Hitlertyskland spärrades in, eftersom svenska myndigheter betraktade dem som säkerhetsrisker. Boken Ord som dödar (2010)  handlar om de propagandister som har varit delaktiga i tre av 1900-talets folkmord och brott mot mänskligheten – judeutrotningen, Rwanda och forna Jugoslavien – och som har fått svara för sina gärningar i internationella brottmålsdomstolar.
Hermann Görings liv och förbrytelser behandlar Sennerteg i Göring – Förhören 1945 (2011) som baseras på de amerikanska och sovjetiska förhör som hölls med andremannen i Tredje riket före krigsförbrytarrättegången i Nürnberg 1945–1946.
Kolonierna av nazistiska krigsförbrytare och tyska rådgivare med ett förflutet i Hitlertyskland som växte fram i flera länder i Mellanöstern under det Kalla kriget utgör temat för Hakkorset & halvmånen (2014). I denna bok visar Sennerteg hur dessa rådgivare och krigsförbrytare blev spelbrickor i det Kalla kriget och hur de även spelade en roll i Mellanösternkonflikten. 
Det Finska inbördeskriget 1918 och de svenska kopplingarna till detta utreder historikern Tobias Berglund och Niclas Sennerteg i Finska inbördeskriget (2017). 
Boken "Allt jag känner är att mina fötter gör ont": förhören med Rudolf Höss (2020) handlar om en av 1900-talets största massmördare.  
Sennerteg har även översatt och bearbetat Leopold Brunners bok Den ofrivillige soldaten (2010).

## Stipendier, priser och utmärkelser
År 2014 tilldelades Sennerteg ett icke sökbart stipendium på 100 000 kronor av Stiftelsen Natur & Kultur, vilket går till "författare och skribenter som verkar i Stiftelsen Natur & Kulturs anda och som på olika sätt bidrar till det offentliga samtalet".
År 2018 tilldelades Niclas Sennerteg och Tobias Berglund ett pris av Svenska Litteratursällskapet i Finland för boken Finska inbördeskriget.  
Genom sina faktaböcker om andra världskriget bedöms han tillhöra toppskiktet bland Sveriges historiska författare.